# Taijac
Taijac (en francès Teyjat) és un municipi francès situat al departament de la Dordonya i a la regió de la Nova Aquitània.

## Demografia
| 1962                                       | 1968 | 1975 | 1982 | 1990 | 1999 | 2007 |
| ------------------------------------------ | ---- | ---- | ---- | ---- | ---- | ---- |
| 379                                        | 363  | 372  | 364  | 309  | 320  | 269  |
| Des de 1962: població sense dobles comptes |      |      |      |      |      |      |

## Administració
| Període | Identitat           | Partit        |
| ------- | ------------------- | ------------- |
| 1989-   | Jean-Pierre Garraud | Divers gauche |